# Microgiton selene
Microgiton selene là một loài bướm đêm thuộc phân họ Arctiinae, họ Erebidae.